# Happy Tree Friends: Milk Pong
Happy Tree Friends: Milk Pong é um vídeo interativo do YouTube que depois se tornou um jogo flash disponível no site do Happy Tree Friends.

## Personagens
Estrelando:
- Lumpy
- Nutty

Apresentando:
- The Mole
- Giggles
- Petunia
- Pop
- Handy
- Russel
- Cro-Marmot

## Moral
Lumpy e Nutty apostaram em uma brincadeira. Nutty joga a bola de pingue-pongue no copo. Lumpy é forçado a beber um copo de leite, mas acidentalmente engole a bola junto. Ele eventualmente tosse e continua jogando.
Nutty lança a bola, mas ultrapassa a longitude, bateu na barraca de vender limonadas da Giggles e da Petunia, derrubou o sorvete do Pop, e cai dentro da baleia, onde Lumpy e Russel estava fazendo uma fogueira. E Lumpy aparece de novo fora da baleia, uma vez mais desanimado, pega um pouco de leite, mas em vez de pegar o leite, pegou a água sanitária sem querer e bebeu, e a "bebida" causou o claramento da língua.
Nutty lança a bola novamente. Quando a bola se equilibra sobre a borda do copo, Lumpy tenta derrubar o copo para fora com um secador de cabelo, mas só consegue soprar a bola para dentro do copo. Lumpy novamente bebe um pouco de leite, mas como a surpresa aconteceu, ele encontra um rato no copo.
Nutty lança a bola novamente e mais uma vez que se equilibra na borda do copo. Lumpy, mais uma vez, tenta derrubar o copo para baixo com um secador de cabelo, mas novamente a bola caiu dentro do copo. Ele bebe o leite, mas de repente corre para o banheiro.

### Terminando #1
Nutty lança a bola e mais uma vez está se equilibra na borda do copo. Lumpy novamente usa um secador de cabelo para derrubar o copo para fora, mas novamente a bola cai dentro no copo. Ele bebe o leite e encontra outro rato novamente, entretanto, amostra os dentes afiados e devora a face do Lumpy.

### Terminando #2
Nutty lança a bola e ela saltou para a árvore. Ele bate a bola com uma raquete de pingue-pongue, mas salta para o copo. Ele chega para o copo, mas acidentalmente derruba-o, fazendo com que a bola de pingue-pongue para saltar em um picador de madeira nas proximidades. Lumpy chega com a mão e, surpreendentemente, consegue pegar a bola, sem danos. Ele alegremente ia continuar a jogar, mas é esmagado por uma árvore que Handy e Mole cortou.

## Mortes
- Lumpy morre quando um rato devora o seu rosto ou Lumpy morre quando uma árvore cai em cima dele.

### Dores
- Lumpy quase engasga com a bola de pingue-pongue tentando beber o leite do copo.

- Lumpy acidentalmente bebe a água sanitária que levou ao claramento da sua língua, ao invés de beber o leite.

## Erros
Seria quase impossível para Lumpy ficar na baleia e depois ficar fora da baleia quando a bola ia cair no copo ao mesmo tempo (No entanto, foi utilizado para o efeito cômico, então provavelmente pode ser feito de propósito).

## Curiosidades
- Este foi o primeiro jogo do Happy Tree Friends a parar no YouTube. Porque o segundo jogo é "Double Vision".

- Esta deve ser a segunda vez que Pop aparece sem Cub.